# Elice Kernkamp
Elisabeth Madeleine Hélène (Elice) Kernkamp (Soerabaja, 13 september 1948) is een Nederlandse schilder en tekenaar.

## Opleiding
Elice werd geboren in Indonesië als dochter van Leo Kernkamp en Heleen Biegel. Ze groeide op in Bussum en volgde van 1965 tot 1970 de Academie voor beeldende kunsten Artibus in Utrecht.

## Werk
Elice begon als illustrator van kinderboeken, zoals de eerste editie in 1970 van Sebastiaan Slorp, geschreven door haar oom Paul Biegel. Ook illustreerde ze kinderboeken geschreven door haar moeder Heleen Kernkamp-Biegel. Op zeker moment kreeg zij het advies om op groter vlak te gaan werken, waarna ze met schilderen begon. Sindsdien werden haar schilderijen steeds groter, tot 240 × 200 cm.
Haar schilderijen, in een gemengde techniek van acryl, houtskool en pastel, zijn fantasievol, met krachtige of dromerige voorstellingen. Het werk is een combinatie van tekenen en schilderen. Ze begint vaak abstract en op een gegeven moment ontdekt zij een vorm die haar boeit. Met houtskool komt dan de tekening. Zelf zegt zij dat al werkend het verhaal ontstaat. Mensen spelen een belangrijke rol in haar werk. Naast illustraties en schilderijen maakte zij ook kamerschermen en muurschilderingen en houdt zij zich bezig met fotografie en gedichten. 
Elice Kernkamp exposeerde in galeries in Nederland en het buitenland en deed mee aan de kunstbeurzen Holland Art Fair, KunstRai en Art Fair 's-Hertogenbosch. Zij exposeerde vaak samen met de beeldhouwster Monica van Dael en schilderes Loes Kurpershoek. In 2021 hielden Monica en Elice een gezamenlijke finale verkooptentoonstelling.